# Cowick Hall
Cowick Hall es una casa de campo georgiana del siglo XVII en la ciudad de Snaith, ubicada entre los pueblos de East y West Cowick, en East Riding de Yorkshire, Inglaterra. Está catalogada como Grado I y varias dependencias de la finca están catalogadas como Grado II.  Fue el hogar de los vizcondes de Downe, y hoy sirve como sede corporativa de la empresa química Croda International.

## Historia
En el siglo XIV, las tierras de Cowick pasaron a manos de la familia Dawnay, cuyas sedes principales llegaron a ser Cowick Hall, Dawnay Lodge y Danby Castle . Los Dawnay descendieron de los señores de la mansión en Shannock (o Shunock) en Sheviock, Cornualles. Durante el reinado de Ricardo II, Thomas Dawnay, hermano menor de Sir John Dawnay, se casó con Elizabeth, la hija y heredera de John Newton de Snaith, Yorkshire . Thomas Dawnay se instaló en la parroquia de Yorkshire de Escrick . Su nieto Sir John Dawnay fue el primero de varios Dawnays en servir como Alto Sheriff de Yorkshire.
Cowick Hall fue construido a fines del siglo XVII para John Dawnay, primer vizconde de Downe. Se desconoce el arquitecto original, pero James Paine modificó significativamente la casa principal entre 1752 y 1760 para el tercer vizconde, incluida la remodelación interna, la reconstrucción de la entrada sur y el restablecimiento de la balaustrada del techo. El arquitecto italiano Joseph Bonomi diseñó alteraciones adicionales en la década de 1790 para el quinto vizconde, incluido el rediseño de la escalera oeste y la adición de la galería sur externa. Bonodi regresó por más trabajo entre 1804 y 1811, cuando también diseñó la cochera y los establos en forma de U de dos pisos. 

En 1869, el noveno vizconde vendió la propiedad por razones desconocidas a Henry Shaw, un hilandero de algodón y también exportador de frutas y verduras de Cleckheaton . Los registros de la venta lo describen así:
El Salón está situado en medio de un noble parque de unos 330 acres de extensión... y se accede a través de una larga avenida de majestuosos árboles forestales. . . Las dependencias consisten en un establo superior para veinte caballos... dos salas de monturas, dos cocheras grandes, cuatro salas de mozos de cuadra... panadería y cervecería. . . Los huertos de frutas y verduras son extensos y productivos, y están cerrados por altos muros de ladrillo, canalizados en toda su extensión y parcialmente cubiertos por árboles frutales.

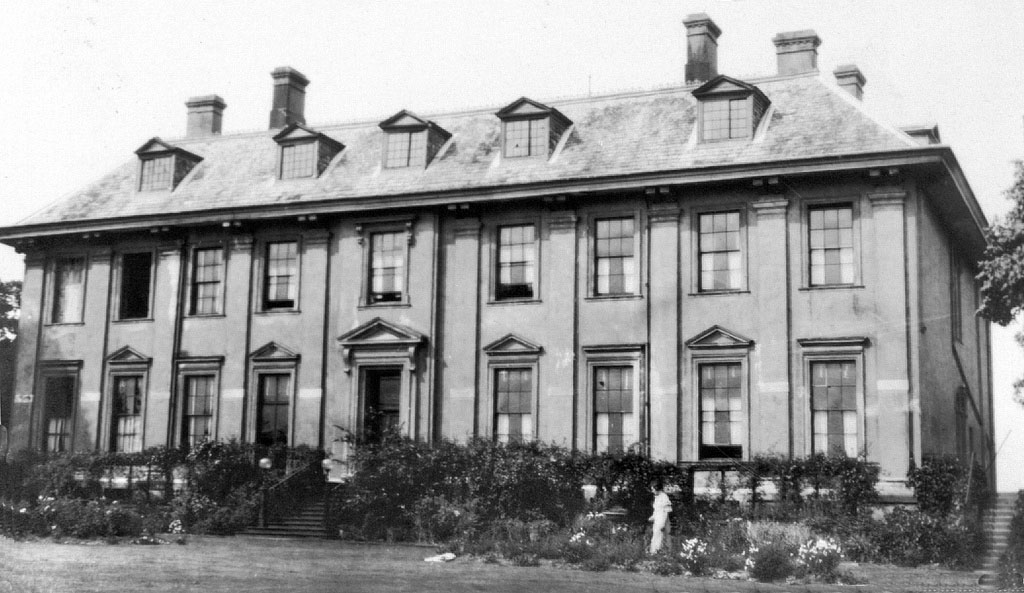
Lado sur de Cowick Hall, c. 1900

A eso, Shaw agregó una casa dote de ladrillo rojo de dos pisos en 1870. Shaw murió repentinamente en 1871, dejando la casa a su hermano Benjamin, quien vivió en Cowick Hall hasta 1889. Benjamin Shaw remodeló el interior de la casa principal y durante este proceso "destruyó gran parte del esplendor de la casa", según el obispo de Sheffield David Lunn, quien escribió una historia de los alrededores.
A pesar de los desafortunados cambios en el interior, Nikolaus Pevsner escribió que los frentes principales de Cowick Hall se encontraban entre los diseños de casas de campo del siglo XVII más logrados en Inglaterra. Pevsner notó la " cornisa decorada apoyada en pares de grandes soportes de acanto sobre cada pilastra", con la armería gigante tallada y pintada de la familia Dawnay con su lema TIMET PUDOREM ("teme la vergüenza") sobre la puerta. 
En 1889, Samuel Joseph Cooper, un industrial de Barnsley, compró la casa. Murió en 1913 y, a partir de entonces, Cowick Hall cayó en el abandono. Cambió de manos varias veces y en un momento los cerdos vivieron en los sótanos de la casa principal. En 1954, los planes para demoler Cowick Hall echaron raíces.
Fue rescatado, en 1955, cuando se convirtió en la sede de la empresa química local Croda International, que aún hoy lo ocupa la casa.

## Edificios catalogados

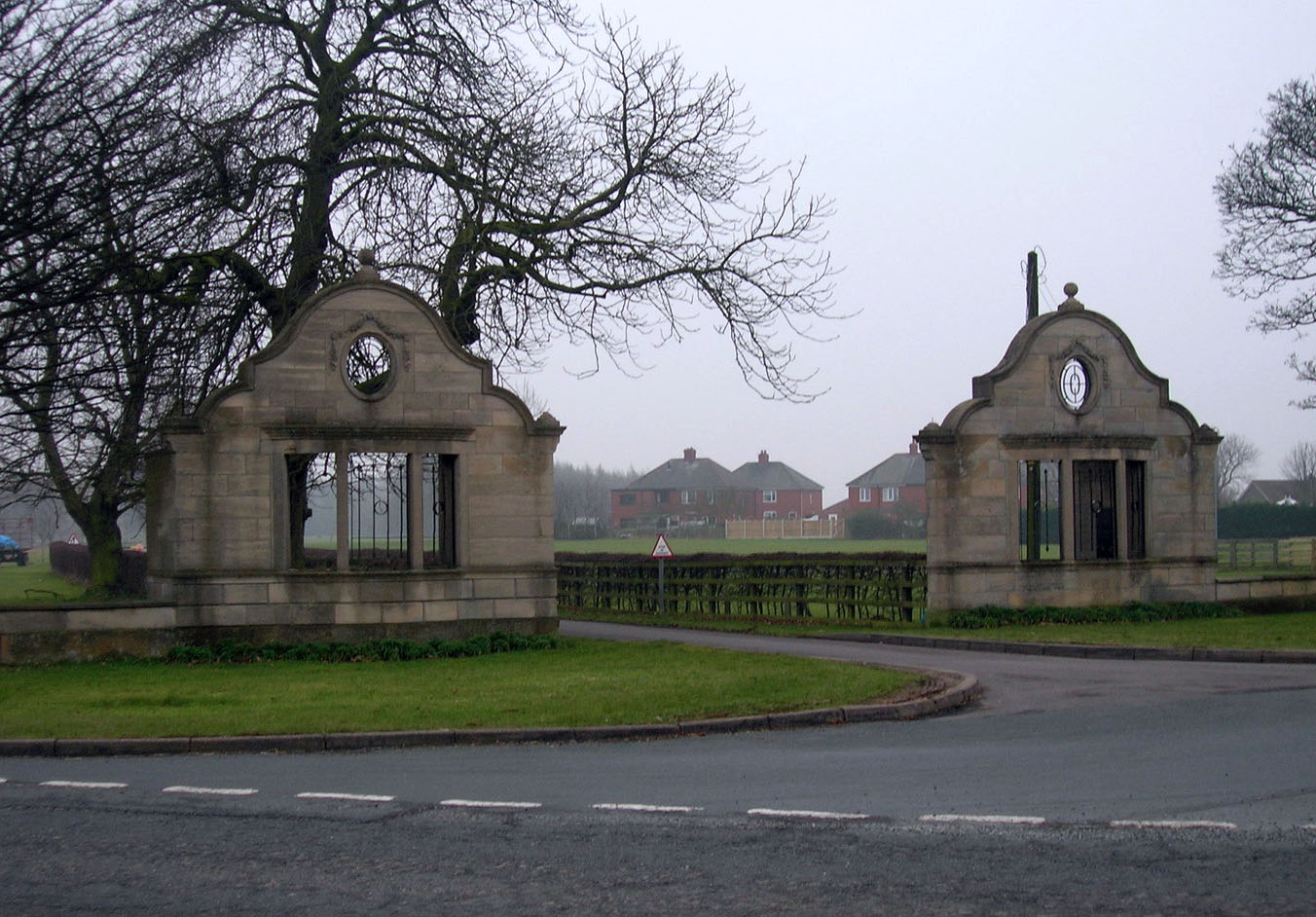
La puerta de entrada catalogada como Grado II en Cowick Hall

Cowick Hall está catalogado como Grado I con Historic England, y otros tres edificios en la finca están catalogados como Grado II:
- La cochera y el establo diseñados por Bonomi, que se encuentran a unos 150 metros (492,1 pies) al este de la casa principal;
- La casa dote, aproximadamente 100 metros (328,1 pies) al noreste de Cowick Hall;  y
- La puerta de entrada, probablemente diseñada por Paine durante su trabajo a mediados del siglo XVIII.